# 徹奇希爾 (馬里蘭州)
徹奇希爾（英語：Church Hill）是一個位於美國馬里蘭州安妮女王縣的市鎮。

## 人口
根據2020年美國人口普查的數據，徹奇希爾的面積為1.86平方千米，當中陸地面積為1.86平方千米，而水域面積為0.00平方千米。當地共有人口808人，而人口密度為每平方千米434人。